# Skagen Idræts Klub
 Der er for få eller ingen kildehenvisninger i denne artikel, hvilket er et problem. Du kan hjælpe ved at angive troværdige kilder til de påstande, som fremføres i artiklen.

Skagen Idræts Klub (eller Skagen IK, SIK), hjemmehørende i den nordjyske havneby Skagen, er den nordligst beliggende fodboldklub i Danmark. Klubbens førstehold spiller i Serie 3 under Jydsk Boldspil-Union og afvikler deres hjemmebanekampe på Spar Nord Arena (Skagen)
Skagen IK er bedst kendt for deres overraskende sejr den 16. april 1987 over Brøndby IF i 4. runde af DBU's Landspokalturnering 1986-87 efter forlænget spilletid og straffesparkskonkurrence.
Skagen IK har opfostret tre kendte fodboldspillere; David Nielsen, som har spillet i en lang række Superliga-klubber, Nicolaj Thomsen - Superliga-, U-landsholdsspiller og A-landsholdsspiller samt Mariann Gajhede, A-landsholdsspiller for Danmark og tidligere anfører i Fortuna Hjørring. Derudover var Emil Hauge tidligere en del af AaB's Superliga-trup.  

## Klubbens historie
Skagen Boldklub (S.B.) havde eksisteret siden 1904 og holdt til på Sømandshjemmet. I 1937 startede en udbrydergruppe fra S.B. Fiskernes Idræts Klub (F.I.K.) grundet utilfredshed med forholdene i S.B. Samtidig var der blevet tid til det organisatoriske foreningsarbejde, da fiskeriet var dårligt og mange derfor var hjemmegående. F.I.K. fik sit tilholdssted på Afholdshotellet.
Klubberne blev efterfølgende bitre rivaler på fodboldbanen, men i 1943 begyndte man så småt at spore en forligstone imellem klubberne – især fordi den ene klub blev den andens banemand. S.B. slog F.I.K. i et vigtigt lokalopgør og forhindrede F.I.K.´s ellers sikre oprykning til den daværende mellemrække. I 1945 indkaldte begge klubber til generalforsamling, som dog intet førte med sig, da afstanden simpelthen var for stor. Imidlertid oprettedes et samarbejdsudvalg, som arbejdede energisk i en række måneder indtil man indkaldte til en ekstraordinær generalforsamling i de to klubber den 26. juli samme år.
Medlemmerne i F.I.K. blev straks enige om sammenlægningen, medens der i S.B. var uoverensstemmelser om et enkelt punkt, men blev dog løst efter en indgriben fra samarbejdsudvalgets side. Uenigheden lå i at F.I.K. ville få 2 bestyrelsesmedlemmer mere i fusionen end S.B. Man enedes om at indkalde til endnu en ekstraordinær generalforsamling den efterfølgende dag, hvor sammenslutningen blev en kendsgerning den 27. juli 1945.
Klubbernes bestyrelser mødtes efter S.B.´s beslutning for nærmere at drøfte sporten i Skagen og for at besætte de midlertidige mandater og udvalg indtil den fastsatte generalforsamling i november 1946.
Skagen IK har aldrig været højere oppe i rækkerne end Jyllandsserien, men i slutningen af 80´erne var klubben et par gange tæt på at rykke op i Danmarksserien. Det ene år kiksede oprykningen med sølle ét mål, som Asaa var foran i målregnskabet efter at de to hold sluttede á point! Holdet man havde dengang var det nærmeste, som Skagen IK har været et "guldalderhold". Det var klubbens hidtil bedste tider, hvor man dels var tæt på oprykning til Danmarksserien og dels i 1987 blev kendt som sensationsholdet, der slog blandt andet Brøndby ud af Landspokalturneringen. Denne bedrift regnes stadig som den måske største sensation i dansk fodbolds historie. Brøndby var på daværende tidspunkt dansk mester og en måned før kampen mod Skagen, havde Brøndby spillet kvartfinale i Mesterholdenes Europa Cup, hvor man kun havde tabt knebent med samlet 1-2 til de senere vindere FC Porto. Med på BIF´ernes hold dengang var stjerner som Schmeichel, Lars Olsen, Kim Vilfort og John Jensen samt andre med landsholdserfaring som Ole Madsen og Claus Nielsen. Brian Laudrup var også i truppen, man sad dog over i Skagens-kampen. 
Mange har nok glemt, at holdet udover at slå Brøndby ud i den foregående runde faktisk også slog den ene halvdel af det nuværende FCK, nemlig B1903, ud. Dengang var 3´erne ligeledes at finde i landets bedste række, så det var næsten en lige så stor skalp at få. Skagen klarede 0-0 i den ordinære spilletid på Gentofte Stadion, hvor man ligesom mod Brøndby siden vandt efter forlænget spilletid og straffespark. I den foregående runde havde man desuden slået Danmarksserieholdet Jyderup ud med en 2-1 sejr på udebane. Pokaleventyret fik dog en ende i Kvartfinalen, hvor man på hjemmebane foran et rekordpublikum på 3800 tilskuere tabte 0-4 til Herfølge, som også spillede i landets bedste række. Kampen var dog spillemæssigt mere jævnbyrdig end cifrene antyder, men heldet var brugt op.
I de følgende år gik det ned ad bakke for Skagens fodboldhold. "Guldalderholdet" var ved at være gammelt og næste generation slog ikke helt i gennem  og på et tidspunkt røg klubben helt ned og vende i Serie 3 (1993). Siden er det dog støt gået fremad igen og og for et i starten af 2010'erne var Skagen igen oppe og vende i Jyllandsserien i et par sæsoner. Men i skrivende stund, 2025, er Skagen igen nede og vende i Serie 2. Skagen IK's problem at byen ligger så afsides i forhold til resten af landet og derfor har man ikke så meget opland og er meget afhængige af spillere fra selve Skagen by. Og da byens indbyggertal er dalet til kun cirka 8000,[kilde mangler] bliver der færre og færre spillere at vælge imellem. I dag har Skagen kun to seniorhold for herrer (i Serie 2 og Serie 5), hvor man tilbage i 80´erne og 90´erne som regel havde 4-5 seniorhold lige fra Jyllandsserien til Serie 6. De manglende spillere går ud over kvaliteten på førsteholdet. 
Som et lille kuriosum kan det nævnes, at Skagen i 2000 blev inviteret til at spille åbningskamp på det nyrenoverede Brøndby Stadion.[kilde mangler] Kampen stod mellem stort set samme hold, som tørnede sammen i 1987. Denne gang fik Brøndby dog deres revanche, da de vandt knebent 2-1. Skagen fik således æren af at indvie det nuværende Brøndby Stadion.[kilde mangler] I maj 2012 blev der på Skagen Stadion afholdt en 25 års-jubilæumskamp mellem Skagen og Brøndby. Tilskuerfremmødet var cirka 1300 og Brøndby fik deres revanche og vandt 3-1, dog ligesom i 1987 og i 2000 efter ganske god modstand fra skagboerne. Brøndby kunne dog ikke stille med alle deres gamle stjerner, men Kim Vilfort og John Faxe Jensen var dog nogle af dem, som dukkede op. Hos hjemmeholdet måtte Jens Gram udgå tidligt, da han havde brækket armen, og hans plads blev overtaget af en anden målmandslegende fra klubben, Henrik Andersen.

## Titler
Skagen har i sagens natur vundet mindre rækker som Serie 1, Serie 2 osv. samt diverse ungdomsrækker. Men taler vi om lidt større titler, så har Skagen Idræts Klub ifølge JBU vundet i alt fire jyske mesterskaber gennem tiderne, hvis man tager samtlige rækker fra Jyllandsserien og ned til Serie 6 samt alle ungdomsrækker med. I seniorrækkerne har Skagen IK vundet to jyske mesterskaber, nemlig henholdsvis i Serie 6 i 1978 og i Serie 1 i 1980. 
I ungdomsrækkerne var det indtil 2017 blot blevet til et enkelt Jysk Mesterskab. Det blev vundet i 1992 i rækken Ynglinge A2, som i dag hedder U19 Drenge 2-rækken, hvilket skete efter kredsmesterskab samt sejre mod Dronninglund i kvartfinalen (7-3), BMI i semifinalen (3-2 efter forlænget spilletid, hvor et langskud fra 30 meter afgjorde kampen i allersidste minut.) og Ribe i finalen i Viborg (7-6 efter forlænget spilletid og straffespark efter et rent drama, hvor Skagen overlevede en periode på 10 minutter, hvor man spillede 8 mand mod 11.). 
I juni 2017 lykkedes det dog efter 25-års tørke endelig klubben at hjemføre endnu et jysk mesterskab i ungdomsrækkerne. Det skete, da U17 Drenge 1-holdet først blev kredsmester - for siden at gå til finalen ved JM efter en semifinalesejr over Ingstrup Efterskole (efter straffespark, hvor keeperen reddede tre ud af fire forsøg). I finalen lykkedes det på neutral bane i Kjellerup at besejre FC Sydvest med 3-1. Dette jyske mesterskab kom efter, at Skagen to gange siden den seneste triumf i 1992 havde tabt finalen. 
I 2016 nåede U14 Drenge 1-holdet  helt frem til finalen efter kredsmesterskab og sejr på 1-0 mod Randers Freja i semifinalen, men i finalen måtte man bøje sig for Lyseng IF, der vandt 2-0 på neutral bane i Gistrup. Og ti år forinden, i 2006, var Skagen IK meget tæt på endnu et jysk mesterskab, da man nåede finalen i Junior 2-rækken for drenge og tabte 3-2 i finalen mod SUB/Dybbøl efter ellers at have været foran 2-1 indtil kort før tid. Derudover er det blevet til et par semifinaler samt en række kredsmesterskaber for klubbens ungdomshold. 
Med de indtil 2017 i alt tre jyske mesterskaber gennem tiderne var Skagen IK pr. 2015 placeret som nr. 124 ud af 421 klubber på JBU´s evighedsrangliste over de klubber i Jylland, som har vundet jyske mesterskaber. Nr. 1 var AGF med hele 51 titler. Efter sejren i 2017 må klubben i sagens natur være rykket op på listen, selvom den i skrivende stund ikke er blevet ajourført.

## Brøndby IF - Skagen IK
| 16. april 1987 16:00 |

| Brøndby IF                                         | 2-2 (e.f.s.)             | Skagen IK                                                      |
| -------------------------------------------------- | ------------------------ | -------------------------------------------------------------- |
| Jensen 33' · Nielsen 107'                          | Rapport                  | J.Andersen 89' · Østergaard 109' (sm)                          |
|                                                    | Straffesparkskonkurrence |                                                                |
| - Jensen - Nielsen - Vilfort - Schmeichel - Madsen | 4-5                      | - H.Reinwald - O.Ejsing - J.Andersen - M. Larsen - H. Frandsen |

| Brøndby Stadion, Brøndby Tilskuere: 2.162 Dommer: Kim Milton Nielsen |

| Brøndby IF | Skagen IK |

| Brøndby IF:     |    |                      |     |     |
|                 |    |                      |     |     |
| MM              | 1  | Peter Schmeichel (A) |     |     |
| HB              | 2  | Ole Østergaard       |     |     |
| CB              | 4  | Lars Olsen           | 53' |     |
| CB              | 9  | Henrik Hansen        |     |     |
| VB              | 5  | Ole Madsen           |     |     |
| CM              | 8  | Bjarne Jensen        |     |     |
| CM              | 6  | Henrik Jensen        |     |     |
| CM              | 11 | Kim Vilfort          |     |     |
| CM              | 13 | Per Steffensen       |     |     |
| AN              | 12 | Torben Frank         |     | 53' |
| AN              | 10 | Claus Nielsen        |     |     |
| Indskiftninger: |    |                      |     |     |
| FO              | 3  | Kent Nielsen         | 53' |     |
| MI              | 7  | John Jensen          | 53' |     |
| Træner:         |    |                      |     |     |
| Ebbe Skovdahl   |    |                      |     |     |
|                 |    |                      |     |     |

| Skagen IK:     |    |                    |     |  |
|                |    |                    |     |  |
| K              | 1  | Jens Gram          |     |  |
| F              | 2  | Leif Jensen        |     |  |
| F              | 3  | Helge Frandsen     |     |  |
| F              | 4  | Mogens Larsen      |     |  |
| F              | 5  | Henrik Reinwald    |     |  |
| MB             | 6  | Per Pedersen       |     |  |
| MB             | 7  | Lars Ove Jensen    | 77' |  |
| MB             | 8  | John Thomsen       |     |  |
| MB             | 9  | Jesper Andersen    |     |  |
| A              | 10 | Mads Peter Nielsen | 89' |  |
| A              | 12 | Ole Ejsing         |     |  |
| Indskifninger: |    |                    |     |  |
| MB             | 11 | Olaf Frandsen      | 77' |  |
| MB             | 13 | Peter Andersen     | 99' |  |
| Træner:        |    |                    |     |  |

| Man of the Match: |

- Dommer: Kim Milton Nielsen
- Assistentdommere: Ole Amundsen og Bent Cadovius

## Skaw Cup
Skagen IK er vel mest kendt for sin store årlige tilbagevendende ungdomsturnering Skaw Cup 
, som i årevis har tiltrukket flere af de bedste klubber fra især Danmark og Norge. Turneringen er blevet spillet hvert år siden 1986, og altid i uge 30. Det er en turnering, som indbringer klubben en del penge og som i mange år har sikret klubben sin overlevelse på det nuværende pæne niveau. Bl.a. takket være indtægterne fra Skaw Cup fik man for nogle år siden råd til at bygge et nyt flot klubhus. Blandt de klubber, som har deltaget i Skaw Cup, kan nævnes bl.a. AGF, AaB, OB, CSKA Sofia (Bulgarien), Lyngby, HamKam, IK Start.

## Ekstern kilde/henvisning
- Skagen IK's officielle hjemmeside